# Grigori Jegorow
Grigori Alexandrowitsch Jegorow (russisch Григорий Александрович Егоров, engl. Transkription Grigoriy Aleksandrovich Yegorov; * 12. Januar 1967 in Schymkent) ist ein ehemaliger kasachischer Stabhochspringer.
Seinen wohl wichtigsten internationalen Erfolg feierte er – für die Sowjetunion startend – bei den Olympischen Spielen 1988 in Seoul. Mit dem Gewinn der Bronzemedaille komplettierte er hinter Serhij Bubka und Radion Gataullin den sowjetischen Dreifachtriumph im Stabhochsprung. Der dreifache Sowjetische Meister Jegorow (Freiluft: 1988, 1990; Halle: 1990) stand stets im Schatten seiner beiden erfolgreicheren Kollegen.
1989 wurde Jegorow in Den Haag Halleneuropameister. Im selben Jahr belegte er bei den Leichtathletik-Hallenweltmeisterschaften in Budapest den zweiten Platz hinter Gataullin. Dasselbe Ergebnis ergab sich bei den Leichtathletik-Europameisterschaften 1990 (Halle und Freiluft).
Nach dem Ende der Sowjetunion trat Jegorow international für Kasachstan an. Bei den Leichtathletik-Hallenweltmeisterschaften 1993 in Toronto wurde er wieder Zweiter hinter Radion Gataullin, der mittlerweile für Russland startete. Im selben Jahr wurde er in Stuttgart auch bei den Weltmeisterschaften im Freien von einem ehemaligen Mannschaftskollegen geschlagen, den nun für die Ukraine antretenden Serhij Bubka. Immerhin gelang Jegorow in dem Wettkampf mit einer übersprungenen Höhe von 5,90 m eine persönliche Bestleistung und kurioserweise gleichzeitig auch ein Asienrekord. Mit der Unabhängigkeit Kasachstans war Jegorow nämlich in den Zuständigkeitsbereich des Asiatischen Leichtathletik-Verbands gefallen.
Der frühere Europameisterschaftsteilnehmer holte seine erste Medaille bei einer asiatischen Sportveranstaltung bei den Asienspielen 1994 in Hiroshima, wo er hinter seinem Landsmann Igor Potapowitsch Zweiter wurde. Danach folgten für Jegorow etliche durchwachsene Jahre, bevor er 2002 noch ein letztes Mal international in Erscheinung trat. Er siegte bei den Asienspielen in Busan und wurde Dritter den Leichtathletik-Asienmeisterschaften in Colombo. 2004 startete er sechzehn Jahre nach seiner ersten Olympiateilnahme noch einmal bei den Olympischen Spielen in Athen. Hier scheiterte er jedoch ohne gültigen Versuch in der Qualifikation.
Grigori Jegorow ist 1,84 m groß und hatte ein Wettkampfgewicht von 75 kg.

## Bestleistungen
- Stabhochsprung (Freiluft): 5,90 m, 19. August 1993, Stuttgart
- Stabhochsprung (Halle): 5,90 m, 11. März 1990, Yokohama